# Olympische Sommerspiele 1984/Teilnehmer (Marokko)
| Gelbes Symbol für Goldmedaillen mit stilisierten Olympischen Ringen | Graues Symbol für Silbermedaillen mit stilisierten Olympischen Ringen | Braundes Symbol für Bronzemedaillen mit stilisierten Olympischen Ringen |
| ------------------------------------------------------------------- | --------------------------------------------------------------------- | ----------------------------------------------------------------------- |
| 2                                                                   | —                                                                     | —                                                                       |

Marokko nahm an den Olympischen Sommerspielen 1984 in Los Angeles mit einer Delegation von 34 Athleten (33 Männer und eine Frau) an 18 Wettkämpfen in sechs Sportarten teil. Fahnenträger bei der Eröffnungsfeier war der ehemalige Leichtathlet Lahcen Samsam Akka.

## Medaillengewinner

### Gold
| Name                | Sportart       | Wettkampf                |
| ------------------- | -------------- | ------------------------ |
| Saïd Aouita         | Leichtathletik | Männer, 5000 Meter       |
| Nawal El Moutawakel | Leichtathletik | Frauen, 400 Meter Hürden |

## Teilnehmer nach Sportarten

### Boxen
Männer
- Mustapha Fadli
Leichtgewicht: 1. Runde

- Hassan Lahmar
Halbweltergewicht: 2. Runde

- Mahjoub M’jirih
Halbfliegengewicht: 1. Runde

- Abdellah Tibazi
Halbmittelgewicht: Achtelfinale

### Fußball
Männer
- Gruppenphase

- Kader
  - Tor

1 Badou Zaki
12 Salahmine Hmied
  - Abwehr

2 Saad Dahan
3 Abdelmajid Lamriss
4 Mustafa El Biyaz
5 Nourredine Bouyahyahoui
14 Mohamed Safri
15 Lahcen Ouadani
  - Mittelfeld

6 Abdelmajid Dolmy
7 Mustafa El Haddaoui
8 Driss Mouttaqui
10 Mohammed Timoumi
11 Khalid El Bied
  - Sturm

9 Hassan Hanini
13 Mustafa Merry
16 Hamid Janina
17 Abdeslam Laghrissi

### Judo
Männer
- Hamza Doublali
Mittelgewicht: 12. Platz

- Mohamed Maach
Halbmittelgewicht: 20. Platz

- Abdel Hamid Slimani
Ultraleichtgewicht: 12. Platz

### Leichtathletik
| Männer - Saïd Aouita 5000 Meter: Gold - Faouzi Lahbi 800 Meter: Viertelfinale 1500 Meter: Vorläufe | Frauen - Nawal El Moutawakel 400 Meter Hürden: Gold |

### Radsport
Männer
- Mustapha Afandi
Straßenrennen: DNF

- Brahim Ben Bouilla
Straßenrennen: DNF

- Mustafa Najjari
Straßenrennen: 54. Platz

- Ahmed Rhail
Straßenrennen: DNF

### Ringen
Männer
- Abdel Malek El-Aouad
Halbfliegengewicht, griechisch-römisch: Rückzug nach 1. Runde

- Ali Lachkar
Bantamgewicht, griechisch-römisch: 2. Runde

- Brahim Loksairi
Federgewicht, griechisch-römisch: 3. Runde

- Saïd Souaken
Leichtgewicht, griechisch-römisch: 3. Runde

- Abdel Aziz Tahir
Weltergewicht, griechisch-römisch: 2. Runde